# Bacia do rio da Prata

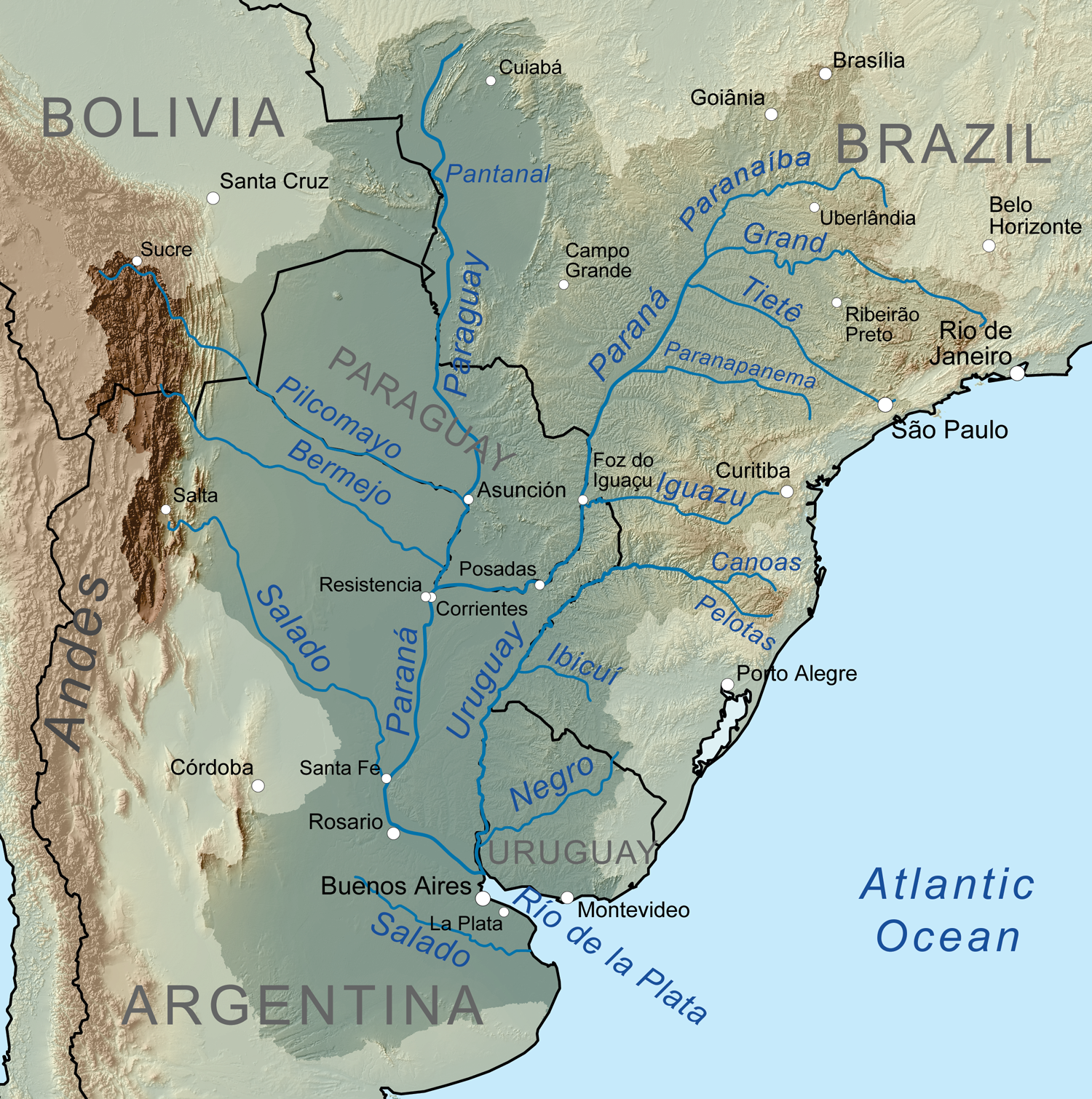
Bacia do rio da Prata

A bacia Platina é a segunda maior bacia hidrográfica do Brasil, com 1 397 905 km². Estende-se pela Bolívia, Brasil, Uruguai, Paraguai e Argentina. Possui cerca de 60,9% das hidrelétricas em operação ou construção do Brasil. É constituída pelas sub-bacias dos rios Paraná, Paraguai e Uruguai e pelos seus afluentes, formando a bacia do Prata ou Platina.
A bacia do Prata ocupa uma área de 4,3 milhões de km² e possui porções das áreas argentinas, bolivianas, brasileiras, paraguaias e uruguaias.
Com uma extensão de 4 500 quilômetros, o Paraná é o rio mais significante da bacia. Apresenta grande potencial hidráulico, intensamente utilizado para geração de energia elétrica, por meio de muitas hidrelétricas instaladas em seu curso, principalmente no território brasileiro.
Em território argentino, o rio Paraná, depois de receber as águas do rio Paraguai, torna-se totalmente navegável, sendo, economicamente, o rio mais importante da América do Sul.
O rio Paraguai tem aproximadamente 2 500 quilômetros de extensão. É um rio próprio para navegações, constituindo-se em uma importante via de transporte e comunicação para o Paraguai, e também, para o Brasil.
O  Uruguai serve de limite entre a Argentina e o Brasil. Possui um bom potencial hidráulico e é navegável em longo de seu curso.
Além da navegação e do aproveitamento de energia elétrica, os sistemas hidrográficos do Paraná e do Uruguai têm suas águas utilizadas em irrigações de campos cultiváveis e de fornecimento de água potável para consumo doméstico e industrial.

## Aproveitamento energético
Suas principais usinas são:  
- Itaipu (Rio Paraná) - 12 600 MW;
- Ilha Solteira (Rio Paraná) 3 444 MW;
- Jaciretá (Rio Paraná) 3 100 MW;
- Fóz do Areia (Rio Iguaçú) - 1 676 MW;
- Jupiá (Rio Paraná) - 1 551 MW;
- Itá (Rio Uruguai) - 1 450 MW;
- Marimbondo (Rio Grande) - 1 440 MW;
- Porto Primavera (Rio Paraná) - 1 430 MW;
- Salto Santiago (Rio Iguaçú) - 1 420 MW;
- Água Vermelha (Rio Grande) - 1 396 MW;
- Segredo (Rio Iguaçú) - 1 260 MW;
- Salto Caxias (Rio Iguaçú) - 1 240 MW;
- Usina Hidrelétrica de Peixoto (Mascarenhas de Moraes) - 476 MW;
- Furnas (Rio Grande) - 1 216 MW;
- Emborcação (Rio Paranaíba) - 1 192 MW;
- Salto Osório (Rio Iguaçú) - 1 078 MW;
- Estreito (Rio Grande) - 1 050 MW;
- Foz do Chapecó (Rio Uruguai) 855 MW.

Essa divisão ocorre pelo fato de termos uma grande hidrografia por isso dividimos com o Uruguai 
Suas principais hidrelétricas são: Itaipu, Furnas e Urubupungá.

## Principais rios e sub-bacias
Seus principais rios são: Paraná, Uruguai, Paraguai, Iguaçu, Tietê, Paranapanema, Grande, Paranaíba, Taquari, Sepotuba.
O rio da Prata se origina do encontro de dois dos principais rios desta bacia: Paraná e Uruguai. Eles se encontram na fronteira entre a Argentina e o Uruguai. O outro rio principal, o Paraguai, deságua no rio Paraná na fronteira entre Paraguai e Argentina.

### Bacia do Paraná
A bacia do Paraná possui localização geográfica privilegiada, situada na parte central do Planalto Meridional brasileiro.
O rio Paraná possui cerca de 4 900 km de extensão e é o segundo em extensão na América. É formado pela junção dos rios Grande e Paranaíba. Apresenta o maior aproveitamento hidrelétrico do Brasil, abrigando a Usina de Itaipu, entre outras. Os afluentes do Paraná, como o Tietê e o Paranapanema, também apresentam grande potencial hidrelétrico. Sua navegabilidade e a de seus afluentes vem sendo aumentada pela construção da Hidrovia Tietê-Paraná. A hidrovia serve para o transporte de cargas, pessoas e veículos, tornando-se uma importante ligação com os países do Mercosul. São 2 400 km de percurso navegável ligando as localidades de Anhembi e Foz do Iguaçu. Em função de suas diversas quedas, o rio Paraná possui navegação de porte até a cidade argentina de Rosário. O rio Paraná é o quarto do mundo em drenagem, drenando todo o centro-sul da América do Sul, desde as encostas dos Andes até a serra do Mar.

### Bacia do Paraguai
A bacia do Paraguai é típica de planície e sua área é de 345 mil km². Atravessa a planície do Pantanal e é muito utilizada na navegação.
O rio Paraguai possui cerca de 2 550 km de extensão ao longo dos territórios brasileiro e paraguaio. Tem sua origem na serra de Araporé, a 100 km de Cuiabá (MT). Seus principais afluentes são os rios Taquari, Miranda, Apa, Rio Sepotuba e São Lourenço. Antes de se juntar ao rio Paraná, o rio Paraguai banha o Paraguai e a Argentina. O rio Paraguai drena áreas de importância, como o Complexo do Pantanal.

### Bacia do Uruguai
A bacia do Uruguai tem um trecho planáltico, com potencial hidrelétrico, e outro de planície, entre São Borja e Uruguaiana (RS).
O rio Uruguai nasce pela fusão dos rios Canoas (SC) e Pelotas (RS/SC), servindo de divisa entre Rio Grande do Sul e Santa Catarina, Brasil e Argentina, e mais ao sul, entre Uruguai e Argentina. Possui uma extensão de aproximadamente 1 500 km e deságua no estuário do rio da Prata. Seu curso superior é planáltico e possui expressivo potencial hidrelétrico. Os cursos médio e inferior são de planície e oferecem condições favoráveis para a navegação. É navegável desde sua foz até a cidade de Salto. Fazem parte de sua bacia os rios Peixe, Chapecó, Peperiguaçu, Ibicuí, Turvo, Ijuí e Piratini.
O aproveitamento econômico da bacia do Uruguai é pouco expressivo quer seja em termos de navegação, quer seja em termos de produção hidrelétrica.